# Fernando Costa (bochas)
Fernando Costa es un deportista portugués que compitió en bochas adaptadas. Ganó una medalla de plata en los Juegos Paralímpicos de Barcelona 1992 en la prueba individual mixto (clase C2).

## Palmarés internacional
| Juegos Paralímpicos | Juegos Paralímpicos | Juegos Paralímpicos | Juegos Paralímpicos |
| Año                 | Lugar               | Medalla             | Prueba              |
| ------------------- | ------------------- | ------------------- | ------------------- |
| 1992                | Barcelona (España)  | Medalla de plata    | Individual C2 mixto |